# Obszar Chronionego Krajobrazu Dolina Przysowy
Obszar Chronionego Krajobrazu Dolina Przysowy – obszar chronionego krajobrazu położony na pograniczu województw mazowieckiego i łódzkiego. Został ustanowiony uchwałą Nr 163/XXVI/88 Wojewódzkiej Rady Narodowej w Płocku z dnia 9 czerwca 1988 roku. Po reformie administracyjnej w 1999 roku zdecydowana większość Obszaru znalazła się w granicach województwa mazowieckiego (powiat gostyniński, gminy: Pacyna, Sanniki i Szczawin Kościelny), jedynie dwa niewielkie fragmenty należą do województwa łódzkiego (na terenie gminy Żychlin w powiecie kutnowskim oraz gminy Kiernozia w powiecie łowickim).
Obecnie obowiązującym aktem prawnym w odniesieniu do Obszaru na terenie województwa mazowieckiego jest rozporządzenie Wojewody Mazowieckiego Nr 13 z dnia 27 lipca 2006 roku. Podaje ono powierzchnię 5554 ha.
Część Obszaru położona w województwie łódzkim nie doczekała się na razie żadnych nowych rozporządzeń. Ma ona jednak zostać włączona w skład planowanego Obszaru Chronionego Krajobrazu Dolina Słudwi i Przysowy, obejmującego doliny tych dwóch rzek aż do ujścia do Bzury w województwie łódzkim (okolice Łowicza).
Obszar Chronionego Krajobrazu Dolina Przysowy obejmuje dolinę rzeki Przysowy, wpadającej do Słudwi, która jest z kolei dopływem Bzury (zlewisko Wisły), i położony jest w mezoregionie Równina Kutnowska. Znajdują się tu okresowo zalewane łąki torfowiskowe oraz niewielkie kompleksy leśne. Charakterystyczną cechą jest występowanie tu wielu rzadkich gatunków ptaków. Obserwowano tu w przelotach takie ptaki jak m.in.: gęś tybetańska, bernikla białolica, sokół wędrowny, siewka złota, gęś białoczelna, siewnica, łęczak, batalion, orzeł bielik, orzechówka, błotniak zbożowy, błotniak stepowy. Ptaki gniazdujące to m.in.: błotniak łąkowy, rycyk, krwawodziób, bączek, podróżniczek, wąsatka, rybitwa czarna.
Na terenie obszaru znajduje się rezerwat wodny „Jezioro Szczawińskie”. Istnieje tu również obszar sieci Natura 2000: „Doliny Przysowy i Słudwi” PLB100003 oraz ostoja ptactwa oznaczona w nomenklaturze IBA numerem 145.